# Колганов, Андрей Иванович
Андре́й Ива́нович Колга́нов (род. 22 мая 1955 года, Калининград, СССР) — советский и российский учёный-экономист, публицист, писатель-фантаст.
Доктор экономических наук (1990), профессор (2013), ведущий научный сотрудник (с 1992) и завлабораторией (с 2010) экономического факультета МГУ, главный научный сотрудник Института экономики РАН. Заслуженный научный сотрудник Московского университета (2006). Член редколлегии журнала «Альтернативы».

## Биография
Родители - Колганов Иван Павлович (1919-1974), директор Калининградского областного краеведческого музея, мать - Колганова Энергия Макарьевна (1925-1985), доцент Калининградского государственного университета. После окончания средней школы и поступления в Московский государственный университет жил в Москве в семье своей бабушки, Марии Рафаиловны Чесноковой. В университете познакомился с А.В. Бузгалиным, с которым его связала тесная дружба и совместная творческая работа. Бузгалины егo приняли в свoю семью, и oн бoльшую часть жизни прoжил с ними пoд oднoй крышей". А. В. Бузгалин описывал это так: "На первом курсе МГУ мы стали настоящими товарищами, друзьями с Андреем Колгановым, и он очень быстро стал членом нашей семьи. Мои родители приняли его как родного, и с тех пор он мне и друг, и брат".
В 1971 году поступил на экономический факультет МГУ, в 1976 году — в аспирантуру того же факультета. Кандидат экономических наук (1979, дисс. «Формы становления планомерной организации социалистического производства»).
С того же 1979 г. младший, старший научный сотрудник (получил соотв. звание в 1985), с 1992 г. ведущий научный сотрудник и с 2010 г. также заведующий лабораторией по изучению рыночной экономики экономического факультета МГУ. Докторская дисс. - «Деформации производственных отношений социализма: природа, причины и пути преодоления».
Читает курс лекций по теории переходной экономики (бакалавриат) и спецкурс «Сравнительный анализ экономических систем» (магистратура). 

Подготовил 5 кандидатов наук. Входит в состав диссовета Д 002.009.04 Института экономики РАН по защите докторских и кандидатских диссертаций по специальностям: 08.00.01 – Экономическая теория и 08.00.05 – Экономика и управление народным хозяйством (экономика труда).
Автор более 120 научных работ, нескольких монографий и учебников. Ряд научных работ издан за рубежом на английском, французском, немецком, китайском и других языках.
Являлся заместителем председателя оргкомитета и экспертом Московского экономического форума. Член редколлегий журналов «Вопросы политической экономии» и «Вестник Московского университета. Серия 6. Экономика».
Он также главный научный сотрудник Центра методологических и историко-экономических исследований Института экономики РАН и профессор Института социоэкономики МФЮА.

### Общественно-политическая деятельность
- Член КПСС с марта 1990 года;
- 1989—1990 гг. — участвовал в организации Марксистской платформы в КПСС, написал основу проекта этой платформы. Был членом группы «Марксизм — XXI». На Учредительном съезде КП РСФСР летом 1990 года избран членом ЦК КП РСФСР.
- в 1992 г. принимал участие в создании Партии труда; член Совета Московской организации Партии труда;
- Член редколлегии международного журнала «Альтернативы» с 1991 года[15]
- После октября 1993 года принимал участие в деятельности Движения в защиту демократии и гражданских прав в России, занимал активную антиельцинскую позицию
- 1994 год — участник движения «Ученые за демократию и социализм»
- Член Центрального совета Всероссийского общественного движения «Альтернативы»; принимал участие в организации поездок на  Европейские социальные форумы (входил в состав делегации «Альтернатив» во Флоренции, Париже, Лондоне).
- В 2005 и 2006 гг. в составе организаторов первого и второго Российских социальных форумов.[16]

Автор более 300 публикаций.
Основными направлениями исследовательской работы А.Колганова являются экономические и социальные вопросы теории социализма, изучение хода и последствий либеральных реформ в России, проблемы перспектив российской экономики, теория переходной экономики, постиндустриальная экономика, производственное самоуправление. 

Регулярно публикует статьи в различных общественно-политических журналах; выступает на телевидении и радио.

## Литературная деятельность
С 1992 по 1998 год писал научно-фантастический роман, к которому сейчас относится скептически. 

В настоящее время участник литературного форума «В вихре времён».
Участвовал в коллективном проекте «7 дней» (книги вышли под коллективным псевдонимом Фёдор Вихрев). Также работал в многоавторском проекте «Десант попаданцев» (выходил под именем координатора проекта А. Конторовича; с 2011 года вышло 5 книг общим тиражом 57 000 экз.)

Пишет новую книгу в жанре АИ. Первые две части под названием «Жернова истории» вышли в 2012 и 2013 годах в издательстве «Альфа-книга», и показывают с неожиданной стороны события с  1923 года в СССР глазами нашего современника.

### Научная и публицистическая литература
- Колганов А. И. Путь к социализму: Трагедия и подвиг / А. И. Колганов. - М.: Экономика, 1990. - 171,[2] с.; 20 см.; ISBN 5-282-00940-4;
- Коллективная собственность и коллективное предпринимательство. М., 1993;
- Бузгалин А. В., Колганов А. И. Кровавый октябрь в Москве. Хроника, свидетельства, анализ событий 21 сентября — 2 октября 1993 года — М: Экономическая демократия, Эребус, 1994. — ISBN 5-86335-008-3. — ISBN 978-5-85545-003-3. — ISBN 978-5-86335-008-0. — ISBN 5-85545-003-1
- Введение в компаративистику. Учеб. Пособие. — М:, 1997 (в соавт. с А. В. Бузгалиным);
- Социум XXI века: рынок, фирма, человек в информационном обществе. // «Теория социально-экономических трансформаций» М., 1999 (ред., соавт.);
- Колганов А., Рудык Э., Симмонс Д. (Ред.) На пути к рабочему контролю и самоуправлению трудящихся — М. 2001. — ISBN 5-9290-0013-1. — ISBN 978-5-9290-0013-3
- Бузгалин А. В., Колганов А. И. Теория социально-экономических трансформаций. Прошлое, настоящее и будущее экономик «реального социализма» в глобальном постиндустриальном мире. М., ТЕИС, 2003 c.656
- Бузгалин А. В., Колганов А. И. Сталин и распад СССР — М: Едиториал УРСС, 2003. c. 160 — ISBN 5-354-00489-6. — ISBN 978-5-354-00489-8
- Экономические и институциональные условия перехода к инновационному развитию российской экономики. — М., 2004 (соавт.);
- Бузгалин А. В., Колганов А. И. Глобальный капитал — М: Едиториал УРСС, 2004. 512 с. ISBN 5-354-00794-1 ISBN 978-5-354-00794-3
- Колганов А. И., Бузгалин А. В. Экономическая компаративистика. Сравнительный анализ экономических систем. — М., Инфра-М, 2005 — (Учебники экономического факультета МГУ им. М. В. Ломоносова). — ISBN 978-5-16-002023-5. — ISBN 5-16-002023-3
- Бузгалин А. В., Колганов А. И. Постсоветский марксизм в России: ответы на вызовы XXI века (тезисы к формированию научной школы) — М: ЛЕНАНД, 2005. — ISBN 5-9710-0022-5. — ISBN 978-5-9710-0022-8
- Бузгалин А. В., Колганов А. И., Глобальный капитал (2-е изд.) — М: Едиториал УРСС, 2007 — ISBN 5-354-01161-2
- Бузгалин А. В., Колганов А. И., Стратегии России: общество знаний или новое средневековье? Материалы конференции 3—4 апреля 2008 г. — М: ЛЕНАНД, 2008 — с. 248 — ISBN 978-5-9710-0233-8
- Бузгалин А. В., Колганов А. И. Пределы капитализма: методология и онтология. Реактуализация классической философии и политической экономии (избранные тексты) — М: «Культурная революция», 2009. — ISBN 5-250-06064-1. — ISBN 978-5-250-06064-6
- Колганов А. И., Мы пойдем другим путём! От «капитализма Юрского периода» к России будущего — М: Эксмо, Яуза, 2009 — (Проект «Россия». Возрождение) — ISBN 978-5-699-36733-7. ISBN 5-699-36733-0
- Бузгалин А., Колганов А., 10 мифов об СССР — М: Издательство Эксмо, 2010, 448 с. — (СССР). — 4 000 экз. — ISBN 978-5-699-39243-8 ISBN 5-699-39243-2.
- Колганов А. И. Что такое социализм?: Марксистская версия. — М., 2012, 616 с. (Библиотека журнала «Альтернативы». Размышляя о марксизме.) — ISBN 978-5-397-02502-7
- Колганов А. И. Путь к социализму. Пройденный и непройденный. От Октябрьской революции к тупику "перестройки". М.: "Ленанд", 2018.

### Художественная литература
- А. Колганов. Жернова истории. — Москва: Альфа книга, 2012. — С. 410. — (Фантастическая история). — 5000 экз. — ISBN 978-5-9922-1158-0.
- А. Колганов. Жернова истории. Ветер перемен. — Москва: Альфа книга, 2013. — С. 375. — (Фантастическая история). — 5000 экз. — ISBN 978-5-9922-1377-5.

#### Коллективные проекты
- Фёдор Вихрев. Веду бой! 2012: Вторая Великая Отечественная. — Москва: Эксмо, 2011. — С. 416. — (Военно-историческая фантастика). — 8100 экз.
- Фёдор Вихрев. Смертный бой. Триколор против свастики. — Москва: ЭКСМО, 2011. — С. 384. — (Военно-историческая фантастика). — 7100 экз.

## Взгляды
Считает дискутивным вопрос построения социализма в СССР: «формирование целостного социалистического общества было невозможно не только в отдельно взятой России, но и, в случае победы пролетарской революции, в большинстве наиболее развитых стран».
По его мнению, советский строй следует рассматривать как незавершённый переходный период.